# Exogone aristata
Exogone aristata är en ringmaskart som beskrevs av Hartmann-Schröder 1982. Exogone aristata ingår i släktet Exogone och familjen Syllidae. Inga underarter finns listade i Catalogue of Life.